# 71 d'Orió
71 d'Orió (71 Orionis) és un estel de magnitud aparent +5,20 situat a la regió nord-oest de la constel·lació d'Orió. Es troba a 69 anys llum de distància del sistema solar.
71 d'Orió és una nana groga més calenta i lluminosa que el Sol. De tipus espectral F5.5IV-V, té una temperatura efectiva de 6.456 K, sent unes 3 vegades més lluminosa que el Sol. Les seves característiques són similars a les de Tabit (π3 Orionis) —en aquesta mateixa constel·lació però a menys de la meitat de distància— o γ Serpentis. Gira sobre si mateixa amb una velocitat de rotació projectada de 7 km/s, unes 3,5 vegades major que la del Sol. La seva cinemàtica correspon a la d'un estel del disc fi, movent-se, igual que el Sol, prop del pla galàctic. La seva massa és aproximadament un 30% major que la massa solar i té una edat de 1.200 - 1.400 milions d'anys.
71 d'Orió presenta una metal·licitat —abundància relativa d'elements més pesants que l'heli— semblant a la solar. Els continguts de diversos elements com a ferro, sodi, silici, titani i níquel són pràcticament idèntics als del Sol.